# 賈納斯山
賈納斯山（英語：Mount Janus），是南極洲的山峰，位於維多利亞地的彭內爾海岸，屬於鮑爾斯山脈的一部分，海拔高度2,420米，由新西蘭南極名稱諮詢委員會命名，現時由南極條約體系管理。